# Serie A1 1987-1988 (pallamano maschile)
La Serie A1 1987-1988 è stata la 19ª edizione del torneo di primo livello del campionato italiano di pallamano maschile.

Esso venne organizzato dalla Federazione Italiana Giuoco Handball.

Il torneo fu vinto dall'Ortigia Siracusa per la 2ª volta nella sua storia.

A retrocedere in serie A2 furono l'Handball Club Bologna 1969, l'Handball Club Conversano e l'Handball Scafati.

## Formula del torneo

### Stagione regolare
Il campionato si svolse tra 12 squadre che si affrontarono in una fase iniziale con la formula del girone unico all'italiana con partite di andata e ritorno.

Per ogni incontro i punti assegnati in classifica sono così determinati:
- due punti per la squadra che vinca l'incontro;
- un punto per il pareggio;
- zero punti per la squadra che perda l'incontro.

Al termine della stagione regolare si qualificarono per i play off scudetto le squadre classificate dal 1º al 7º posto; le squadre classificate dall'8º al 12º posto furono relegati ai play-out.

### Play off scudetto
Le squadre classificate dal 1º al 7º posto in serie A1 e la 1ª classificata di serie A2 alla fine della stagione regolare parteciparono ai play off scudetto, che si disputarono con la formula ad eliminazione diretta dei quarti di finale, semifinali e finali, al meglio di due gare su tre.
La squadra 1ª classificata al termine dei play off fu proclamata campione d'Italia.

### Play-out
Le squadre classificate dall'8º al 12º posto in serie A1 e le squadre classificate dal 2º al 4º in serie A2 alla fine della stagione regolare parteciparono ai play-out, che si disputarono con la formula ad eliminazione diretta in turno unico.

## Squadre partecipanti
| Città           | Club                          | Palasport | Sponsor       | Stagione precedente      |
| --------------- | ----------------------------- | --------- | ------------- | ------------------------ |
| Bologna         | Handball Club Bologna 1969    |           |               | 11ª in Serie A 1986-1987 |
| Bolzano         | Südtiroler Sportverein Bozen  |           | Loacker       | Serie A2 1986-1987       |
| Bressanone (BZ) | Südtiroler Sportverein Brixen |           | Gasser Speck  | 5ª in Serie A 1986-1987  |
| Conversano (BA) | Handball Club Conversano      |           |               | 9ª in Serie A 1986-1987  |
| Gaeta (LT)      | Sporting Club Gaeta           |           | Acqua Fabia   | 4ª in Serie A 1986-1987  |
| Imola (BO)      | Handball Club Imola 1973      |           | Filomarket    | 3ª in Serie A 1986-1987  |
| Rimini          | Pallamano Rimini              |           | Jomsa         | 8ª in Serie A 1986-1987  |
| Rovereto (TN)   | Handball Club Rovereto        |           | Trentingrana  | 10ª in Serie A 1986-1987 |
| Rubiera (RE)    | Pallamano Rubiera             |           | Cottodomus    | 7ª in Serie A 1986-1987  |
| Scafati (SA)    | Handball Scafati              |           |               | 6ª in Serie A 1986-1987  |
| Siracusa        | Ortigia Siracusa              |           | Pasta Ferrara | Campione d'Italia        |
| Trieste         | Pallamano Trieste             |           | Cividin       | 1ª in Serie A 1986-1987  |

## Stagione regolare

### Risultati
| andata | 1ª giornata           | ritorno |
| ------ | --------------------- | ------- |
| 29-23  | Siracusa - Rubiera    | 21-20   |
| 29-17  | Imola - Conversano    | 18-18   |
| 17-9   | Bressanone - Rovereto | 18-17   |
| 19-17  | Gaeta - Bolzano       | 27-23   |
| 22-23  | Rimini - Scafati      | 20-23   |
| 29-22  | Trieste - Bologna     | 26-22   |

| andata | 4ª giornata          | ritorno |
| ------ | -------------------- | ------- |
| 19-18  | Rubiera - Gaeta      | 18-24   |
| 20-20  | Conversano - Rimini  | 21-28   |
| 17-19  | Rovereto - Trieste   | 14-21   |
| 20-25  | Bolzano - Siracusa   | 14-21   |
| 25-30  | Scafati - Imola      | 18-33   |
| 19-20  | Bologna - Bressanone | 14-30   |

| andata | 7ª giornata          | ritorno |
| ------ | -------------------- | ------- |
| 24-20  | Bressanone - Gaeta   | 24-21   |
| 24-25  | Scafati - Bolzano    | 19-20   |
| 17-16  | Rovereto - Rimini    | 17-23   |
| 16-15  | Trieste - Siracusa   | 16-19   |
| 27-21  | Rubiera - Conversano | 25-24   |
| 20-27  | Bologna - Imola      | 22-22   |

| andata | 10ª giornata         | ritorno |
| ------ | -------------------- | ------- |
| 26-17  | Bressanone - Rimini  | 26-20   |
| 28-18  | Rubiera - Scafati    | 32-16   |
| 20-20  | Rovereto - Siracusa  | 23-26   |
| 24-22  | Imola - Trieste      | 16-24   |
| 24-21  | Conversano - Bolzano | 14-32   |
| 30-24  | Gaeta - Bologna      | 22-21   |

| andata | 2ª giornata             | ritorno |
| ------ | ----------------------- | ------- |
| 16-25  | Rubiera - Imola         | 19-23   |
| 20-31  | Conversano - Bressanone | 6-34    |
| 25-27  | Rovereto - Gaeta        | 17-22   |
| 26-21  | Bolzano - Rimini        | 15-18   |
| 17-18  | Scafati - Trieste       | 24-39   |
| 21-28  | Bologna - Siracusa      | 22-31   |

| andata | 5ª giornata           | ritorno |
| ------ | --------------------- | ------- |
| 31-24  | Siracusa - Imola      | 20-19   |
| 22-20  | Conversano - Rovereto | 15-29   |
| 24-19  | Bressanone - Rubiera  | 18-17   |
| 33-26  | Gaeta - Rimini        | 30-18   |
| 21-17  | Bologna - Scafati     | 24-24   |
| 25-13  | Trieste - Bolzano     | 20-17   |

| andata | 8ª giornata           | ritorno |
| ------ | --------------------- | ------- |
| 17-17  | Siracusa - Bressanone | 19-18   |
| 24-19  | Rovereto - Scafati    | 29-18   |
| 21-20  | Rimini - Rubiera      | 20-18   |
| 23-22  | Gaeta - Trieste       | 19-27   |
| 35-26  | Conversano - Bologna  | 22-25   |
| 25-21  | Bolzano - Imola       | 19-19   |

| andata | 11ª giornata         | ritorno |
| ------ | -------------------- | ------- |
| 27-27  | Siracusa - Gaeta     | 23-25   |
| 23-20  | Bolzano - Rubiera    | 15-15   |
| 18-13  | Rimini - Imola       | 20-20   |
| 19-22  | Trieste - Bressanone | 20-21   |
| 25-24  | Scafati - Conversano | 22-42   |
| 24-13  | Bologna - Rovereto   | 16-18   |

| andata | 3ª giornata           | ritorno |
| ------ | --------------------- | ------- |
| 22-19  | Imola - Rovereto      | 18-19   |
| 20-14  | Bressanone - Bolzano  | 18-12   |
| 26-15  | Gaeta - Scafati       | 26-24   |
| 22-21  | Rimini - Bologna      | 23-23   |
| 19-18  | Trieste - Rubiera     | 20-20   |
| 30-17  | Siracusa - Conversano | 25-16   |

| andata | 6ª giornata        | ritorno |
| ------ | ------------------ | ------- |
| 20-21  | Imola - Bressanone | 17-22   |
| 17-15  | Bolzano - Rovereto | 22-25   |
| 33-18  | Gaeta - Conversano | 20-17   |
| 15-17  | Rimini - Trieste   | 23-26   |
| 17-18  | Rubiera - Bologna  | 21-15   |
| 22-25  | Scafati - Siracusa | 0-0     |

| andata | 9ª giornata          | ritorno |
| ------ | -------------------- | ------- |
| 24-24  | Imola - Gaeta        | 25-29   |
| 25-25  | Bologna - Bolzano    | 19-20   |
| 28-22  | Trieste - Conversano | 23-16   |
| 24-26  | Rimini - Siracusa    | 24-31   |
| 15-17  | Rubiera - Rovereto   | 15-15   |
| 16-32  | Scafati - Bressanone | 13-34   |

### Classifica
|  | Pos. | Squadra          | Pt | G  | V  | N | S  | GF  | GS  | D    | Note                                           |
|  | ---- | ---------------- | -- | -- | -- | - | -- | --- | --- | ---- | ---------------------------------------------- |
|  | 1.   | Brixen           | 40 | 22 | 20 | 0 | 2  | 498 | 346 | +152 | Qualificato alla Coppa delle Coppe 1988-89     |
|  | 2.   | Ortigia          | 38 | 22 | 18 | 2 | 2  | 515 | 428 | +87  | Qualificato alla Coppa dei Campioni 1988-89    |
|  | 3.   | Gaeta            | 34 | 22 | 16 | 2 | 4  | 524 | 459 | +65  | Qualificato alla IHF Cup 1988-89               |
|  | 4.   | Trieste          | 32 | 22 | 15 | 2 | 5  | 495 | 420 | +75  |                                                |
|  | 5.   | Imola            | 21 | 22 | 8  | 5 | 9  | 489 | 468 | +21  |                                                |
|  | 6.   | Rovereto         | 18 | 22 | 8  | 2 | 12 | 419 | 432 | -13  |                                                |
|  | 7.   | Bozen            | 17 | 22 | 7  | 3 | 12 | 436 | 458 | -22  |                                                |
|  | 8.   | Pallamano Rimini | 17 | 22 | 7  | 3 | 12 | 459 | 491 | -32  |                                                |
|  | 9.   | Rubiera          | 16 | 22 | 6  | 4 | 12 | 443 | 444 | -1   |                                                |
|  | 10.  | Bologna 1969     | 12 | 22 | 4  | 4 | 14 | 464 | 522 | -58  | Retrocesso in Serie A2 1988-1989               |
|  | 11.  | Conversano       | 10 | 22 | 4  | 2 | 16 | 451 | 571 | -120 | Retrocesso in Serie A2 1988-89                 |
|  | 12.  | Scafati          | 4  | 22 | 4  | 1 | 17 | 426 | 580 | -154 | Retrocesso in Serie A2 1988-89 - 5 pt. di pen. |

## Play off scudetto

### Tabellone principale
|  | Quarti di finale | Quarti di finale | Quarti di finale | Quarti di finale | Quarti di finale |  |  | Semifinali | Semifinali | Semifinali | Semifinali | Semifinali |    |    | Finale | Finale | Finale | Finale | Finale |  |
|  |                  |                  |                  |                  |                  |  |  |            |            |            |            |            |    |    |        |        |        |        |        |  |
|  | 1                | Brixen           | Brixen           | 26               | 23               |  |  |            |            |            |            |            |    |    |        |        |        |        |        |  |
|  | 1A2              | Prato            | Prato            | 12               | 17               |  |  | 1          | Brixen     | Brixen     | 22         | 14         |    |    |        |        |        |        |        |  |
|  | 4                | Trieste          | 25               | 14               | 24               |  |  | 4          | Trieste    | Trieste    | 12         | 14         |    |    |        |        |        |        |        |  |
|  | 5                | Imola            | 18               | 21               | 22               |  |  |            |            |            |            |            |    |    | 1      | Brixen | 23     | 18     | 18     |  |
|  | 2                | Ortigia          | 25               | 23               | 27               |  |  |            |            | 2          | Ortigia    | 20         | 22 | 19 |        |        |        |        |        |  |
|  | 4                | Bozen            | 19               | 24               | 21               |  |  | 2          | Ortigia    | Ortigia    | 29         | 23         |    |    |        |        |        |        |        |  |
|  | 3                | Gaeta            | Gaeta            | 24               | 19               |  |  | 3          | Gaeta      | Gaeta      | 21         | 22         |    |    |        |        |        |        |        |  |
|  | 6                | Rovereto         | Rovereto         | 21               | 18               |  |  |            |            |            |            |            |    |    |        |        |        |        |        |  |

### Risultati

#### Quarti di finale
| Squadra 1 | Squadra 2 | Gara 1     | Gara 2   | Gara 3   |
| --------- | --------- | ---------- | -------- | -------- |
| Brixen    | Prato     | Bressanone | Prato    |          |
| Brixen    | Prato     | 26 - 12    | 23 - 17  |          |
| Trieste   | Imola     | Trieste    | Imola    | Trieste  |
| Trieste   | Imola     | 25 - 18    | 14 - 21  | 24 - 22  |
| Gaeta     | Rovereto  | Gaeta      | Rovereto |          |
| Gaeta     | Rovereto  | 24 - 21    | 19 - 19  |          |
| Ortigia   | Bozen     | Siracusa   | Bolzano  | Siracusa |
| Ortigia   | Bozen     | 25 - 19    | 23 - 24  | 27 - 21  |

#### Semifinali
| Squadra 1 | Squadra 2 | Gara 1     | Gara 2  | Gara 3 |
| --------- | --------- | ---------- | ------- | ------ |
| Brixen    | Trieste   | Bressanone | Trieste |        |
| Brixen    | Trieste   | 22 - 12    | 14 - 14 |        |
| Ortigia   | Gaeta     | Siracusa   | Gaeta   |        |
| Ortigia   | Gaeta     | 29 - 21    | 23 - 22 |        |

#### Finale 1º/2º posto
| Squadra 1 | Squadra 2 | Gara 1     | Gara 2   | Gara 3     |
| --------- | --------- | ---------- | -------- | ---------- |
| Brixen    | Ortigia   | Bressanone | Siracusa | Bressanone |
| Brixen    | Ortigia   | 23 - 20    | 18 - 22  | 18 - 19    |

#### Finali 3º/4º posto
| Squadra 1 | Squadra 2 | Gara 1  | Gara 2  | Gara 3  |
| --------- | --------- | ------- | ------- | ------- |
| Gaeta     | Trieste   | Gaeta   | Trieste | Gaeta   |
| Gaeta     | Trieste   | 22 - 17 | 21 - 26 | 16 - 15 |

## Play-out
| Squadra 1        | Squadra 2   | Gara 1     | Gara 2  | Gara 3  |
| ---------------- | ----------- | ---------- | ------- | ------- |
| Pallamano Rimini | Scafati     | Rimini     | Scafati |         |
| Pallamano Rimini | Scafati     | 30 - 17    | 24 - 20 |         |
| Rubiera          | CUS Messina | Rubiera    | Messina |         |
| Rubiera          | CUS Messina | 30 - 20    | 25 - 22 |         |
| Bologna 1969     | Teramo      | Bologna    | Teramo  | Bologna |
| Bologna 1969     | Teramo      | 21 - 18    | 20 - 28 | 16 - 19 |
| Conversano       | Fondi       | Conversano | Fondi   |         |
| Conversano       | Fondi       | 17 - 18    | 18 - 23 |         |

## Campioni
| Campione d'Italia 1987-1988 |
| --------------------------- |
| Ortigia Siracusa 2º titolo  |